# Các tiểu bang Duyên hải

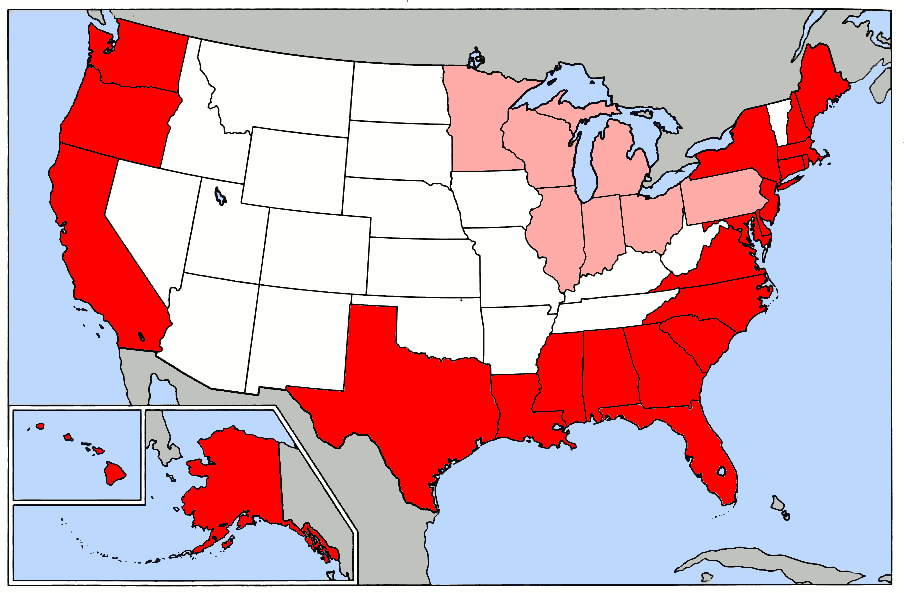
Các tiểu bang có bờ biển đại dương/Vịnh Mexico được biểu thị bằng màu đỏ và các tiểu bang chỉ có bờ hồ thuộc Ngũ Đại Hồ được biểu thị bằng màu hồng.

Các tiểu bang Duyên hải Hoa Kỳ (tiếng Anh: U.S. Coastal states) là các tiểu bang của Hoa Kỳ có đường bờ biển, bờ vịnh hay bờ hồ (trường hợp Ngũ Đại Hồ). Có 23 tiểu bang giáp đại dương/Vịnh Mexico và 8 tiểu bang giáp Ngũ Đại Hồ (tiểu bang New York vừa là tiểu bang giáp đại dương vừa là tiểu bang giáp Ngũ Đại Hồ). Tính chung có tất cả 30 tiểu bang duyên hải. Tính đến tháng 7 năm 2004, dân số ước tính của các tiểu bang này là khoảng 171.891.161.
Các tiểu bang Đại Tây Dương:
- Maine
- New Hampshire
- Massachusetts
- Rhode Island
- Connecticut
- New Jersey
- New York
- Delaware
- Maryland
- Virginia
- Bắc Carolina
- Nam Carolina
- Georgia
- Florida

Các tiểu bang Thái Bình Dương
- California
- Oregon
- Washington
- Alaska
- Hawaii

Vịnh Mexico:
- Florida
- Alabama
- Mississippi
- Louisiana
- Texas

Các tiểu bang Ngũ Đại Hồ:
- New York
- Pennsylvania
- Ohio
- Indiana
- Illinois
- Michigan
- Wisconsin
- Minnesota

Các tiểu bang Bắc Băng Dương:
- Alaska